# St.-Petrus-Kirche (Gesmold)

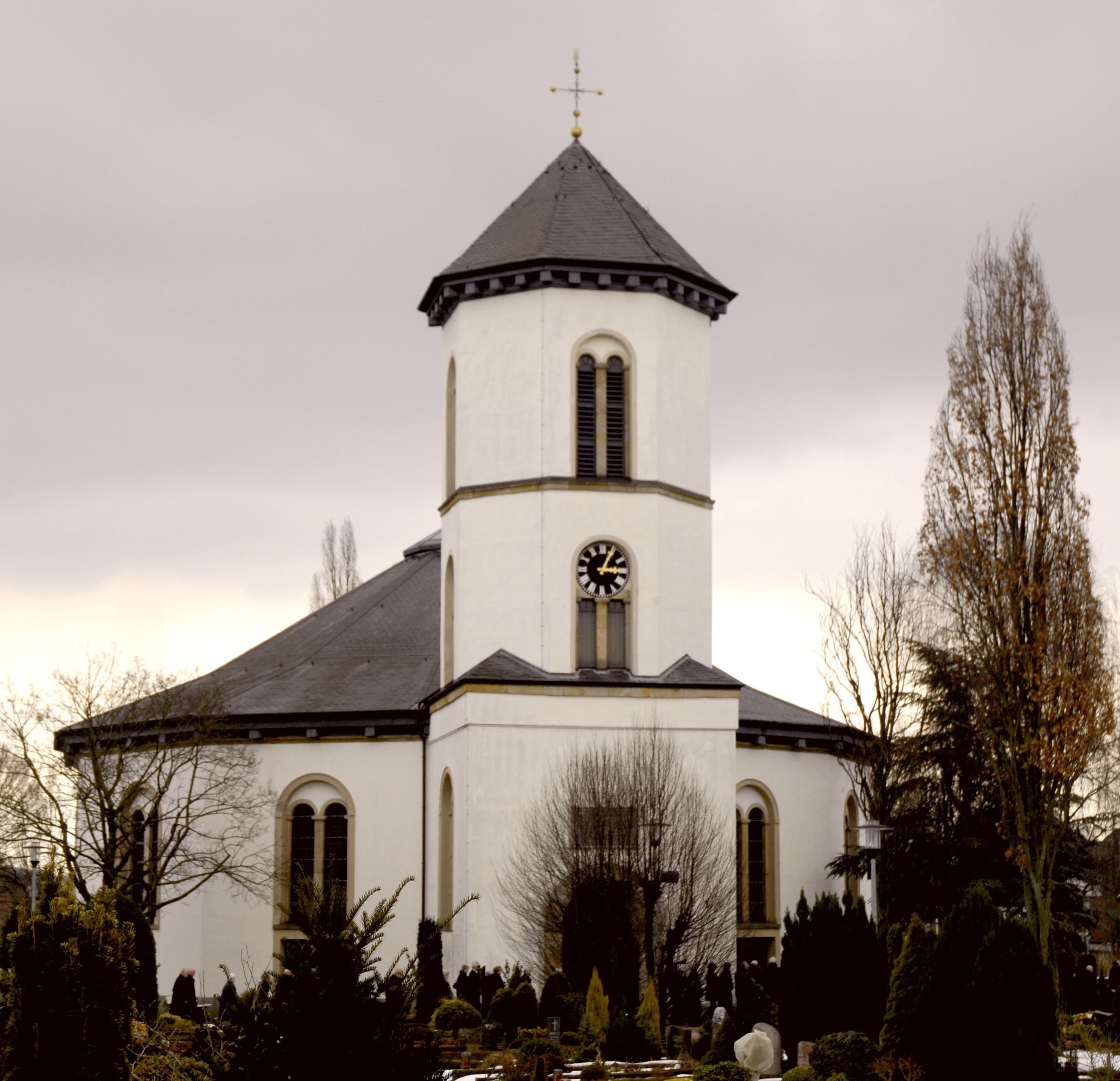
St.-Petrus-Kirche (2011)

Die Kirche St. Petrus zu den Ketten ist ein klassizistisches Kirchengebäude im Zentralbaustil in der Ortsmitte von Gesmold, einem Stadtteil von Melle in Niedersachsen. Sie ist die Pfarrkirche der römisch-katholischen Kirchengemeinde St. Petrus ad vincula Gesmold im Bistum Osnabrück.

## Geschichte

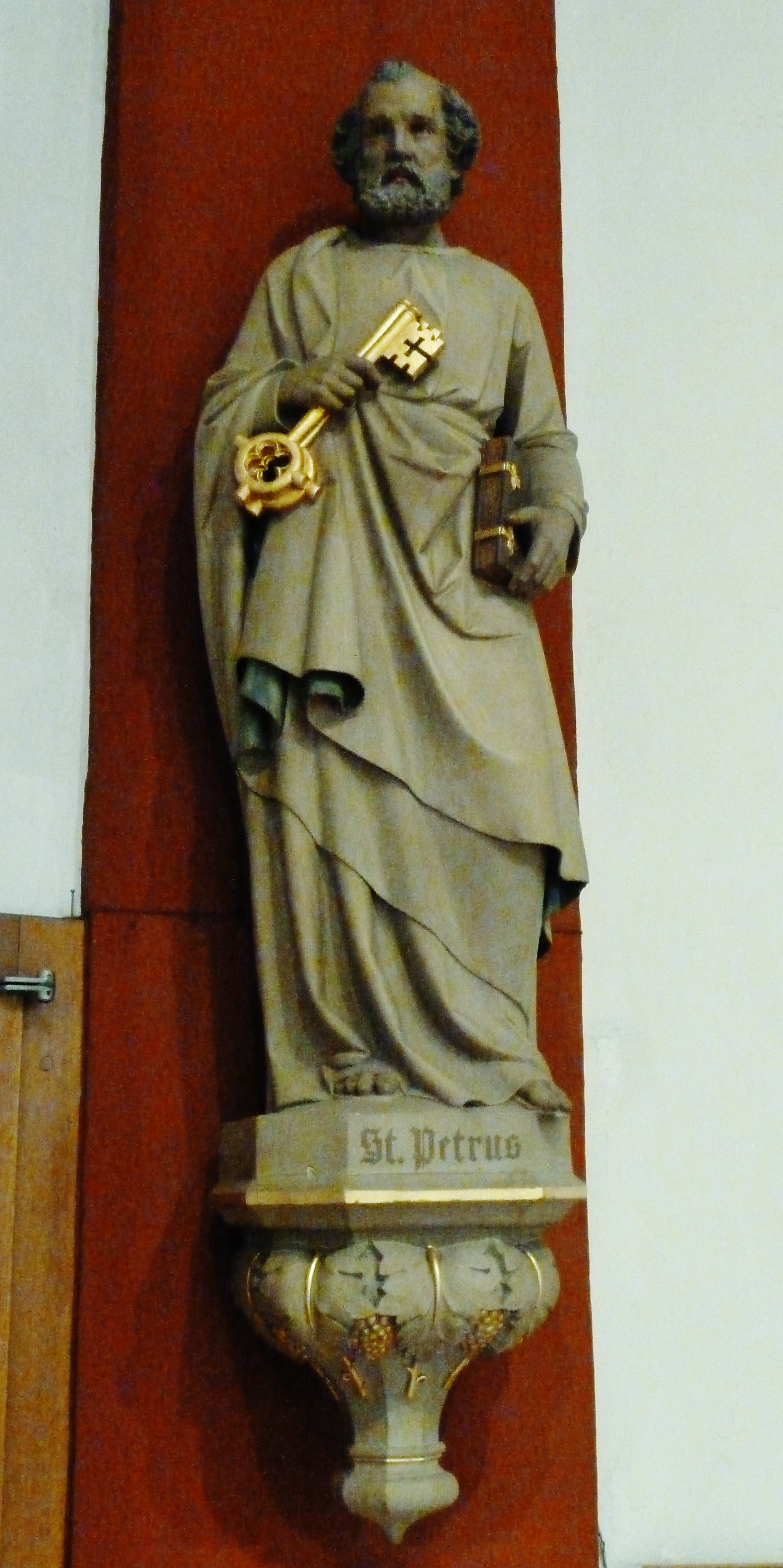
Apostelfigur St. Petrus

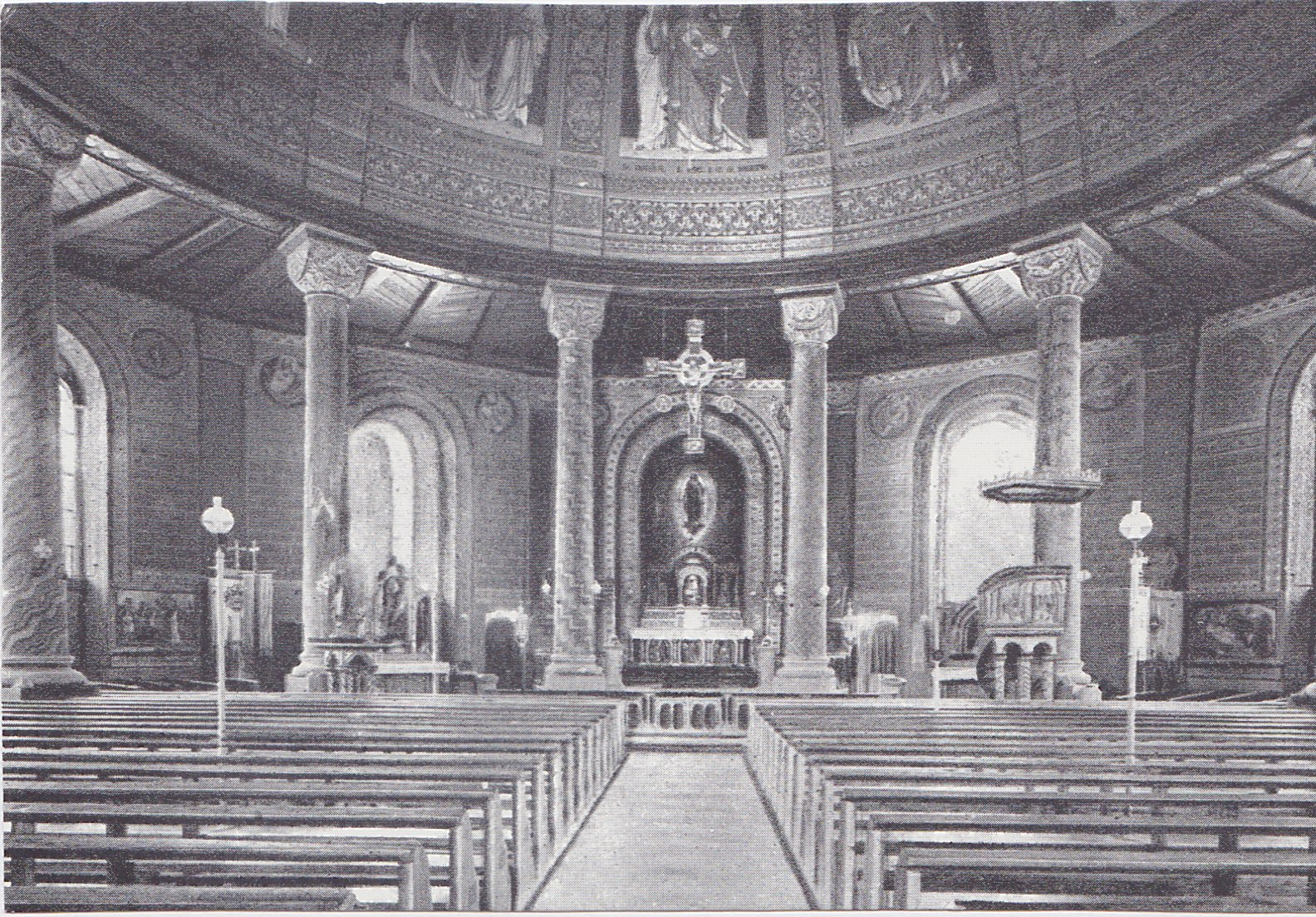
St.-Petrus-Kirche um 1900

Um das Jahr 1000 legten Franken an der alten Heerstraße entlang dem Wiehengebirge einen Meierhof an, der zur Beaufsichtigung und zum Schutz der Wege von Osnabrück über Gesmold und Melle nach Herford diente. Die Ansiedlung erhielt den Namen „Gesmelle“, frei übersetzt „Hof vor Melle“. Die älteste Urkunde stammt aus dem Jahr 1160. Darin erhielten die Herren von Gesmel vom Osnabrücker Bischof Philipp von Katzenelnbogen zur Abwehr von Gefahren das Recht, eine Burg zu errichten. Der früheste namentlich bekannte Gutsherr ist Bernhard von Gesmel. Er zog 1215 als Ritter ins Heilige Land.
Die erste Kirche in Gesmold existierte vermutlich bereits 1160. Im Jahr 1434 bauten die Ritter Sweder und Hermann von dem Bussche eine neue Kirche und machten ihr Schenkungen. Aus dem Jahr 1510 datiert ein weiterer Kirchbau am Thingplatz in der Ortsmitte, eine einschiffige Kirche St. Petrus zu den Ketten geweiht. Um sie entstand der Friedhof, der bis heute weitläufig die Kirche umschließt. Die Gesmolder Kirche diente bis 1608 als Grablege der Adelsfamilien.

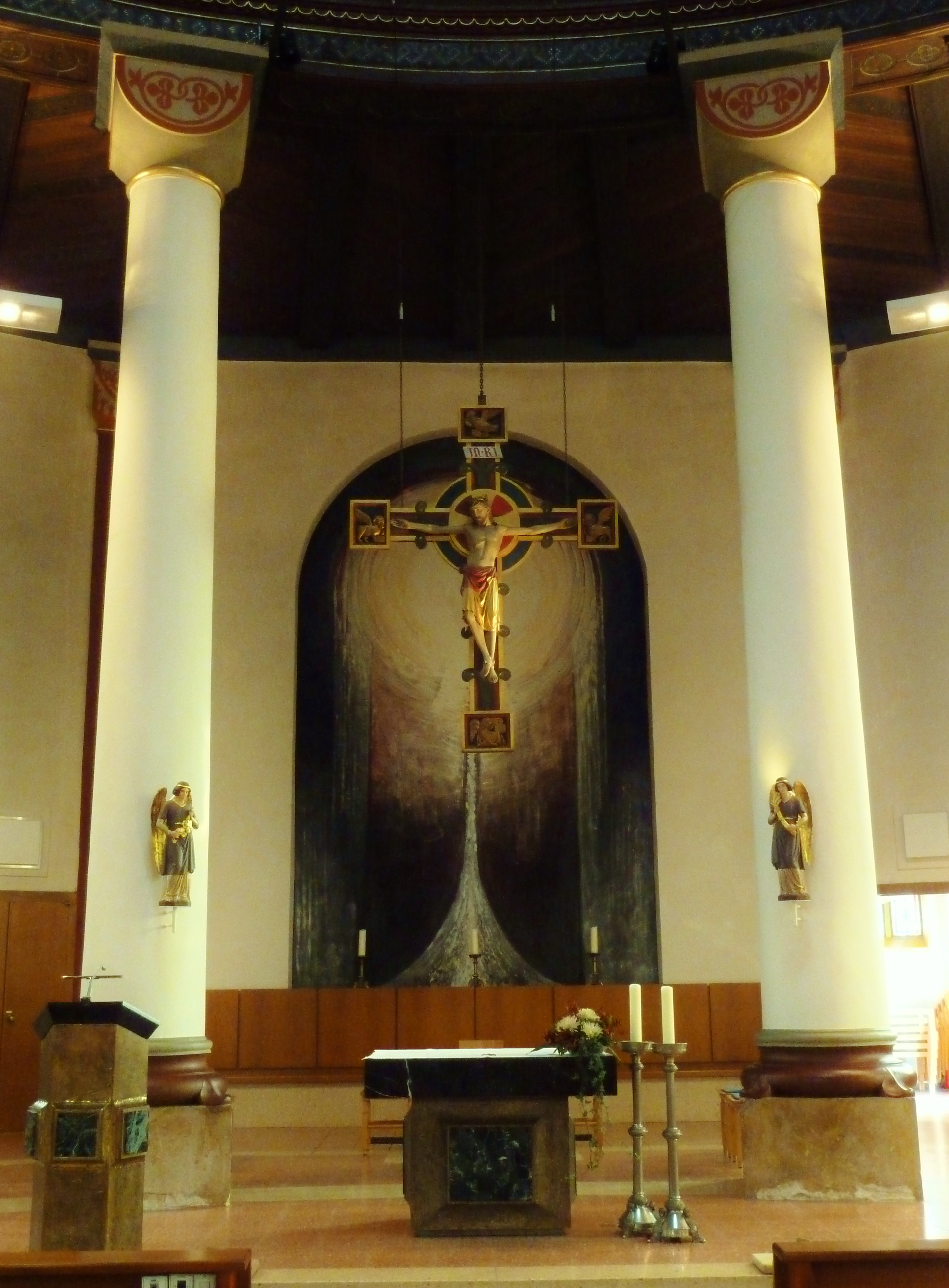
Altarraum und Triumphkreuz

Der Schutzherr der Gesmolder Kirche war der jeweilige Drost oder Freiherr auf Schloss Gesmold:
- von ca. 1100 bis 1400 die Herren von Gesmel
- von 1400 bis 1540 die Herren von dem Bussche
- von 1540 bis 1608 die Droste von Amelunxen
- von 1608 bis 1664 Kardinal Franz Wilhelm Reichsgraf von Wartenberg
- seit 1664 die Freiherren von Hammerstein

Etwa um 1600 war die bäuerliche Besiedlung auf dem Gesmolder Freien Hagen abgeschlossen. Zur Zeit der Reformation hielt die Familie von Amelunxen und damit auch die Gesmolder Gemeinde an der katholischen Konfession fest. Bei der Verteilung der Kirchen nach dem Westfälischen Frieden wurde die Gesmolder Kirche den Katholiken zugesprochen und der Ort blieb für etwa 300 Jahre nahezu rein katholisch.
1835 beauftragte der Gesmolder Pastor Mathias Schürmann den aus Dendermonde in Belgien stammenden Architekten Emanuel Bruno Quaet-Faslem mit dem Bau einer neuen Kirche. Sie sollte nach dem Vorbild der Kuppelrotunde des römischen Pantheons gestaltet werden. Quaet-Faslems klassizistisches Konzept wandelte die Rundform in eine zwölfeckige Kirche ab. Die Grundsteinlegung erfolgte am 15. September 1835. Der neue Kirchbau wurde über der alten Kirche errichtet, die man nach der Fertigstellung abtrug. Der alte Kirchturm sollte erhalten werden, stürzte jedoch am 7. Mai 1836 ein. Am 1. Adventssonntag desselben Jahres fand die Weihe der neuen Kirche statt. Den Turm konstruierte Quaet-Faslem als quadratischen Unterbau mit zwei achteckigen Obergeschossen. Er wurde 1838 fertiggestellt. Die Kuppel trugen zunächst zwölf Stämme aus Eichenholz. 1847 waren diese jedoch vom Holzschwamm befallen. Sie wurden durch Rundsäulen aus Stein ersetzt, die nach oben verjüngt sind und nach unten auf viereckigen mit Blattornamentik versehenen Steinsockeln stehen.

## Ausstattung

### Altäre, Bilder, Figurenprogramm

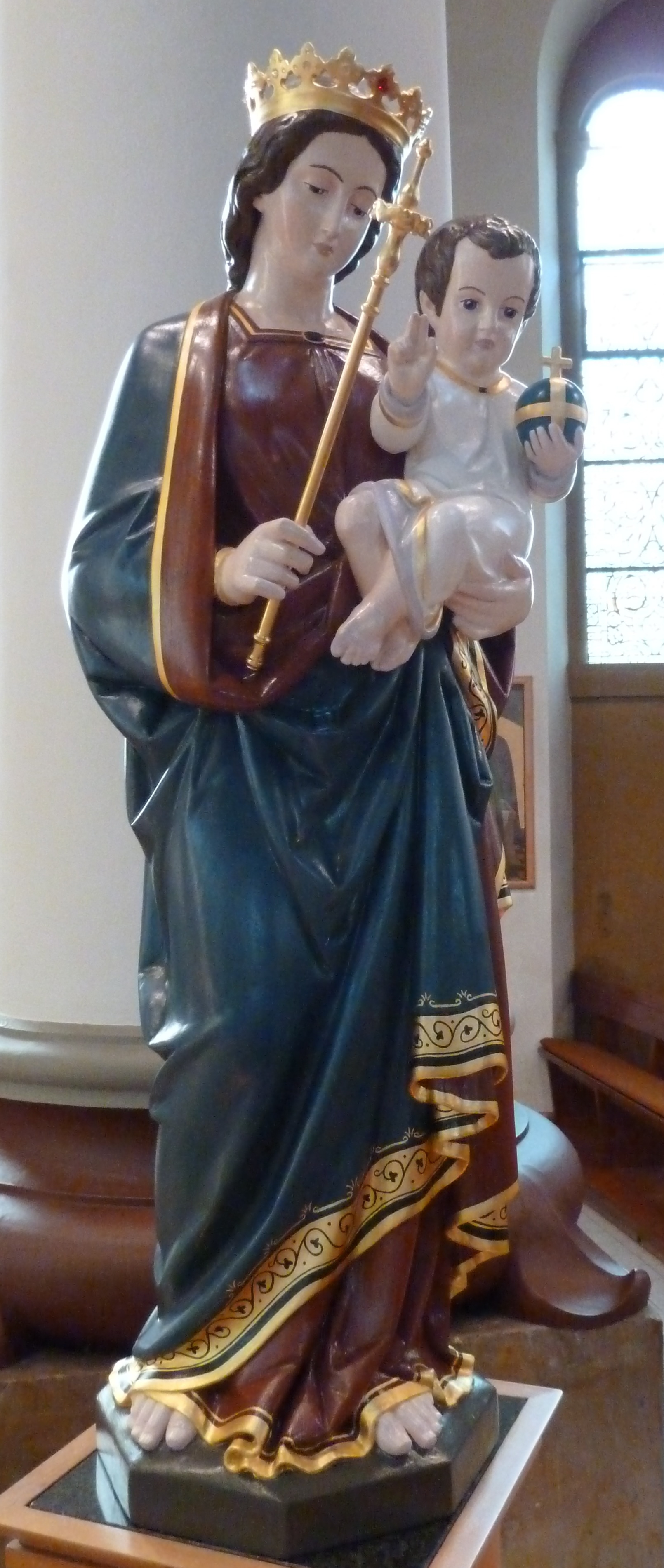
Madonna von 1862

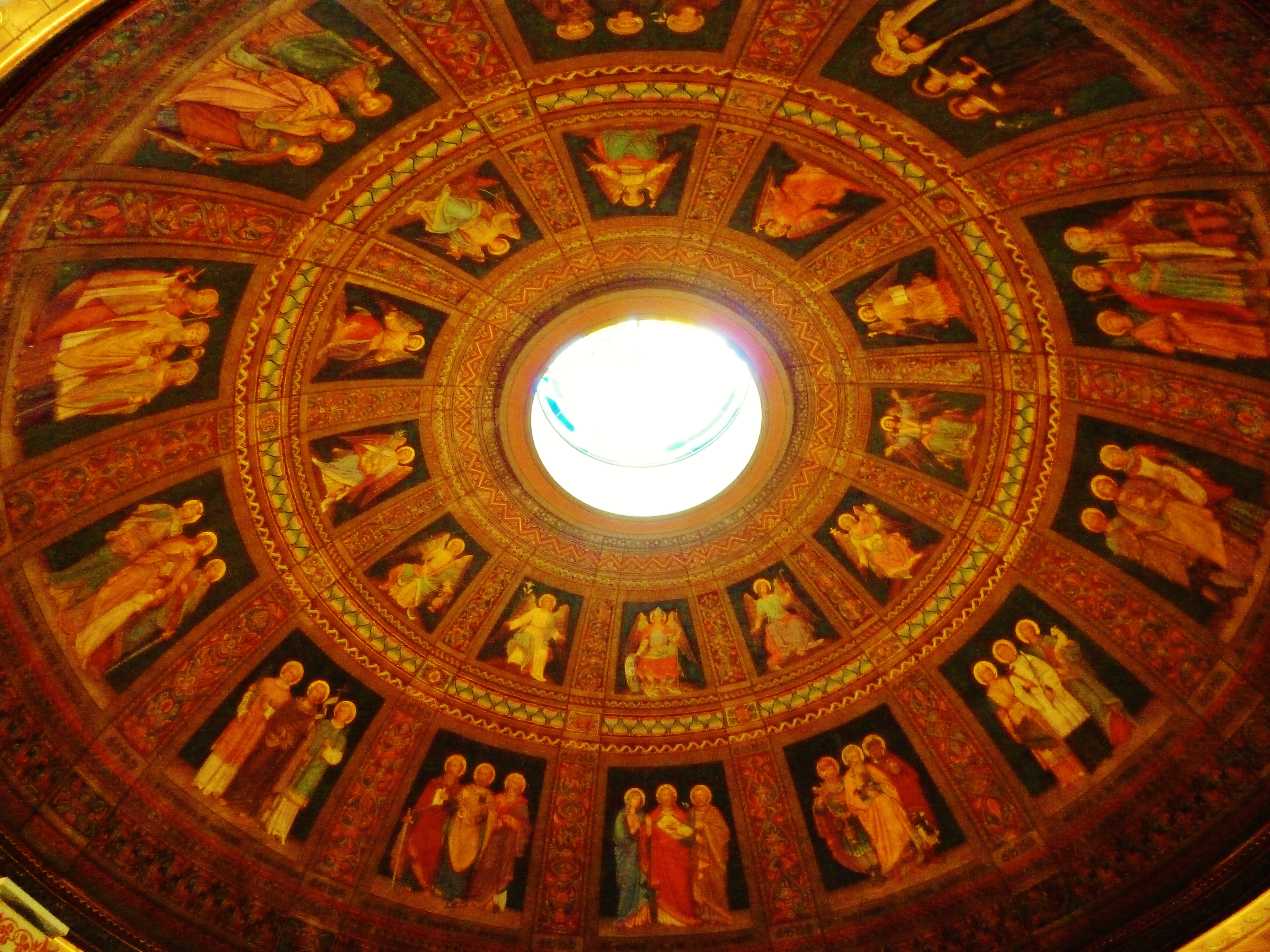
Kuppel mit Engeln und Heiligen

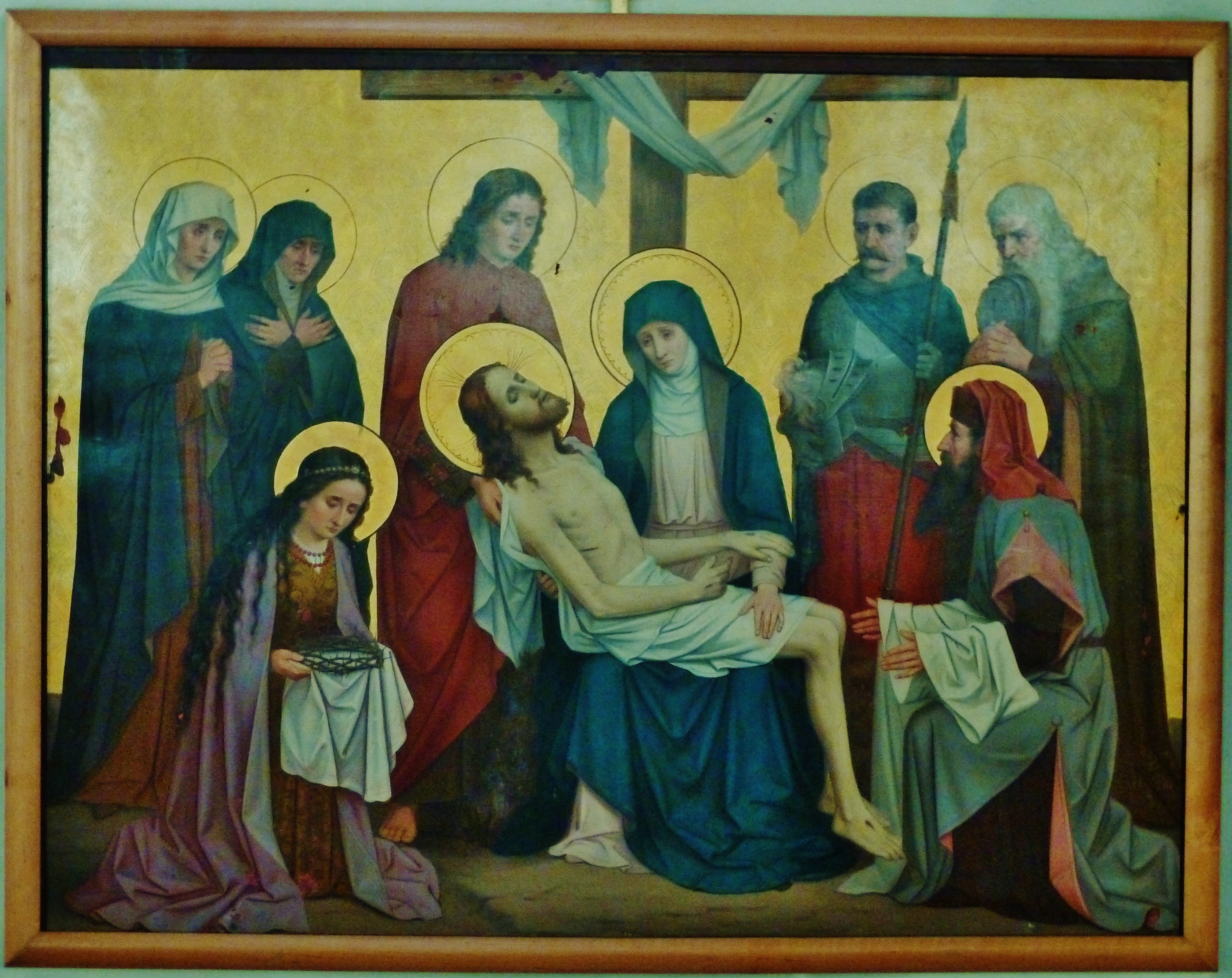
13. Kreuzwegstation

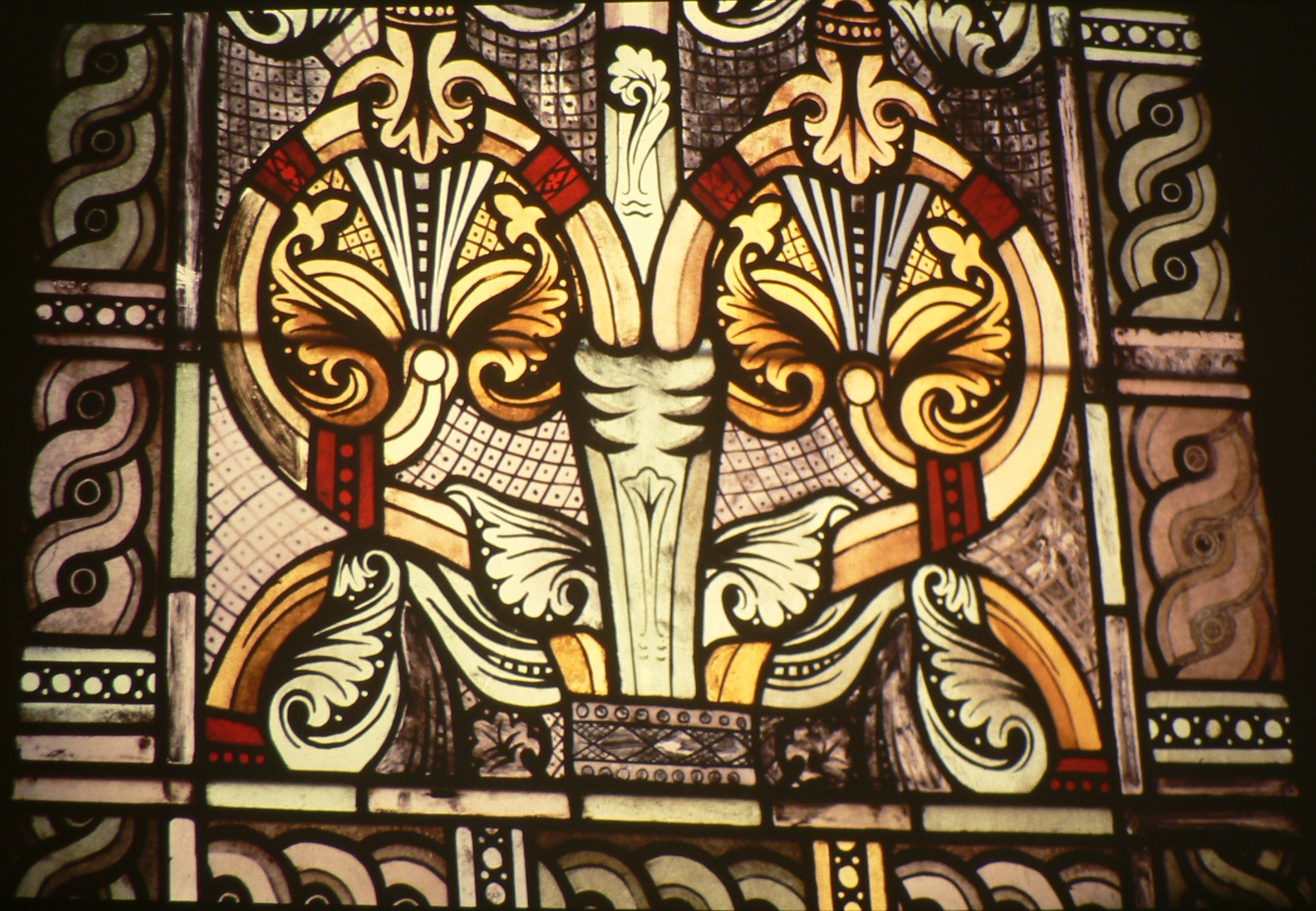
Kirchenfenster um 1900

War die Kirche in den ersten Jahren noch sparsam ausgestattet, erhielt sie nach und nach ein kunstvolles Inventar. 1840 entstand der Taufstein, ein gerundeter Sandstein, der nach oben von Engeln umgeben in eine Kupferschale mündet. 1859 fertigte Bildhauer Bernhard Allard aus Münster zwölf etwa drei Meter hohe Apostelfiguren sowie 1862 eine Marienstatue, die ihren Platz bis zur Umgestaltung des Altarraums 1970/71 im Marienaltar an der Nordwand fand.
1881 begannen die Vorbereitungen zur Ausgestaltung der Kuppel. Der Osnabrücker Kirchenmaler Klausing gestaltete im Geist des Historismus die Ausmalung in zwei Ebenen. Der untere Ring zeigt die Heilige Familie und dreimal zwölf Heilige. In der oberen Reihe sind zwölf Engel zu erkennen (drei Erzengel und neun Engel als Vertreter der neun Engelchöre).
Kanzel und Hauptaltar lieferte 1880 der aus Gesmold stammende Bildhauer Conrad Seeling. Auf sechs unterschiedlich gestalteten Säulen ruht eine sechseckige Kanzel. In ihre Brüstung sind vier holzgeschnitzte Bilder eingelassen: der barmherzige Vater, Maria und Martha, die Blindenheilung und die Aussendung der Apostel. Zwei Seitenaltäre, ebenso von Seeling 1883 und 1885 gefertigt, befanden sich in den Fensternischen des Chorraumes: der Marien-Altar rechts und der Mutter-Anna-Altar links.
14 großformatige Kreuzweg-Bilder entstanden 1897 durch den holländischen Maler Paul Windhausen aus Roermond, gemalt auf 1,50 × 1,75 m großen Kupferplatten. Zehn bleiverglaste, bunte Kirchenfenster entwarf der Osnabrücker Glasmaler Hans Lueg um 1900. Sie wurden von einzelnen Gemeindemitgliedern gestiftet. 1907 erstellte der Osnabrücker Bildhauer Memken das reich verzierte Triumphkreuz. Er entwarf ebenso 1920 die Krieger-Gedächtnis-Kapelle und 1923 die Pietà.
Die Turmuhr lieferte der Uhrmacher Korfhage aus Buer bei Melle 1904. Sie wurde 1947 erneuert und mit einem elektrisch gesteuerten Läutewerk versehen. Ebenso schaffte die Gemeinde 1904 eine Krippe an, die in St. Ulrich in Gröden (Tirol) von Ferdinand Stuflesser gefertigt worden war. Er schnitzte 17 Figuren in einer Größe von 60 Zentimetern, dazu 25 Tierfiguren. Der Preis für die Arbeit betrug 1000 Reichsmark. Zwei Fresken im Turmeingang schuf der Maler Amft Ende der 1940er Jahre. Sie zeigen die Befreiung des Apostels Petrus aus dem Gefängnis und die Kreuzigung des hl. Petrus.
In der Folge der liturgischen Erneuerung nach dem Zweiten Vatikanischen Konzil wurde 1970/71 der Altarraum neu gestaltet. Gemäß der Vorgabe des Konzils, durch einen Altar die Gemeinschaft der Glaubenden zu symbolisieren, wurden die beiden Seitenaltäre, der Mutter-Anna-Altar und der Marien-Altar herausgenommen. Der von Rudolf Krüger angefertigte Hauptaltar wurde in die Mitte des Altarraums und somit näher zur Gemeinde gerückt. Der Mutter-Anna-Altar befindet sich heute in der Gedächtniskapelle des Friedhofs westlich vor der Kirche.
1986 gestaltete der Künstler Franz Brune die Ostwand hinter dem Zelebrationsaltar mit einer großdimensionierten Wandmalerei, die von der Kuppel bis zum Boden reicht, neu. In seine Formgebung und Farbgestaltung bezog er das Triumphkreuz mit Gloriole von 1907 ein. Ein Lichtstrahl, der die Gloriole des Kreuzes erweitert, senkt sich auf den Altar. Der Gegensatz von Licht und Dunkel, die beiden Seiten des menschlichen Lebens, umgibt das Kreuz. Das Apsisbild unterstreicht die geistige Mitte der Kirche, Altar und Kreuz. Die 14 Quadratmeter große bleiverglaste Kuppel gestaltete der Glaskünstler Wolfgang Huss aus Steinfurt Ende des 20. Jahrhunderts neu.

### Orgel
Eine zweimanualige Schwalbennestorgel im deutsch-romantischen Stil mit 24 Registern auf Kegelladen, zugänglich über den Westeingang der Kirche, erbaute vermutlich um 1880 die Firma Rudolf Haupt aus Ostercappeln. Als Besonderheit besaß sie ein in die Kuppel eingelassenes Fernwerk mit Schwellklappen. Den Blasebalg hatte man aus Platzgründen im Turm untergebracht. Unten an der Orgel befindet sich die vergoldete Aufschrift: „TE DEUM LAUDAMUS“ (Dich Gott loben wir). Die Disposition lautete:
| I Hauptwerk C–f3 |       |
| Bordun           | 16′   |
| Prinzipal        | 08′   |
| Fugara           | 08′   |
| Gedackt          | 08′   |
| Octave           | 04′   |
| Doppelflöte      | 04′   |
| Nasard           | 03′   |
| Oktave           | 02′   |
| Mixtur IV        | 2 ⁄3′ |
| Trompete         | 08′   |

| II Schwellwerk C–f3 |    |
| Geigen Prinzipal    | 8′ |
| Unda maris          | 8′ |
| Viola d' Amore      | 8′ |
| Lieblich Gedackt    | 8′ |
| Geigen Prinzipal    | 4′ |
| Flauto dolce        | 4′ |
| Spitzflöte          | 2′ |
| Vox humana          | 8′ |

| Pedalwerk C–d1 |     |
| Violonbass     | 16′ |
| Subbass        | 16′ |
| Oktavbass      | 08′ |
| Violoncello    | 08′ |
| Oktave         | 04′ |
| Posaune        | 16′ |

Sie wurde 1982 unter Beibehaltung des alten Gehäuses durch eine mechanische Schleifladen-Orgel der Orgelbauwerkstätten Franz Breil aus Dorsten ersetzt. Sie war das erste Instrument, das unter der Leitung von Ludger Breil, dem Sohn von Franz Breil entstand. Die neue Orgel verfügt über 19 Register (1296 Pfeifen), verteilt auf zwei Manuale und Pedal. Die Spieltraktur ist mechanisch und die Register werden elektromagnetisch gesteuert. Ihre Disposition lautet:
| I Hauptwerk C–g3 |       |
| Prinzipal        | 08′   |
| Rohrflöte        | 08′   |
| Oktave           | 04′   |
| Querflöte        | 04′   |
| Gemshorn         | 02′   |
| Mixtur IV        | 1 ⁄3′ |
| Trompete         | 08′   |

| II Schwellwerk C–g3 |       |
| Gambe               | 08′   |
| Metallgedackt       | 08′   |
| Blockflöte          | 04′   |
| Prinzipal           | 02′   |
| Sesquialtera II     | 2 ⁄3′ |
| Quinte              | 1 ⁄3′ |
| Scharff III         | 01⁄2′ |
| Rohrschalmey        | 08′   |

| Pedalwerk C–f1 |     |
| Subbass        | 16′ |
| Offenbass      | 08′ |
| Choralbass     | 04′ |
| Fagott         | 16′ |

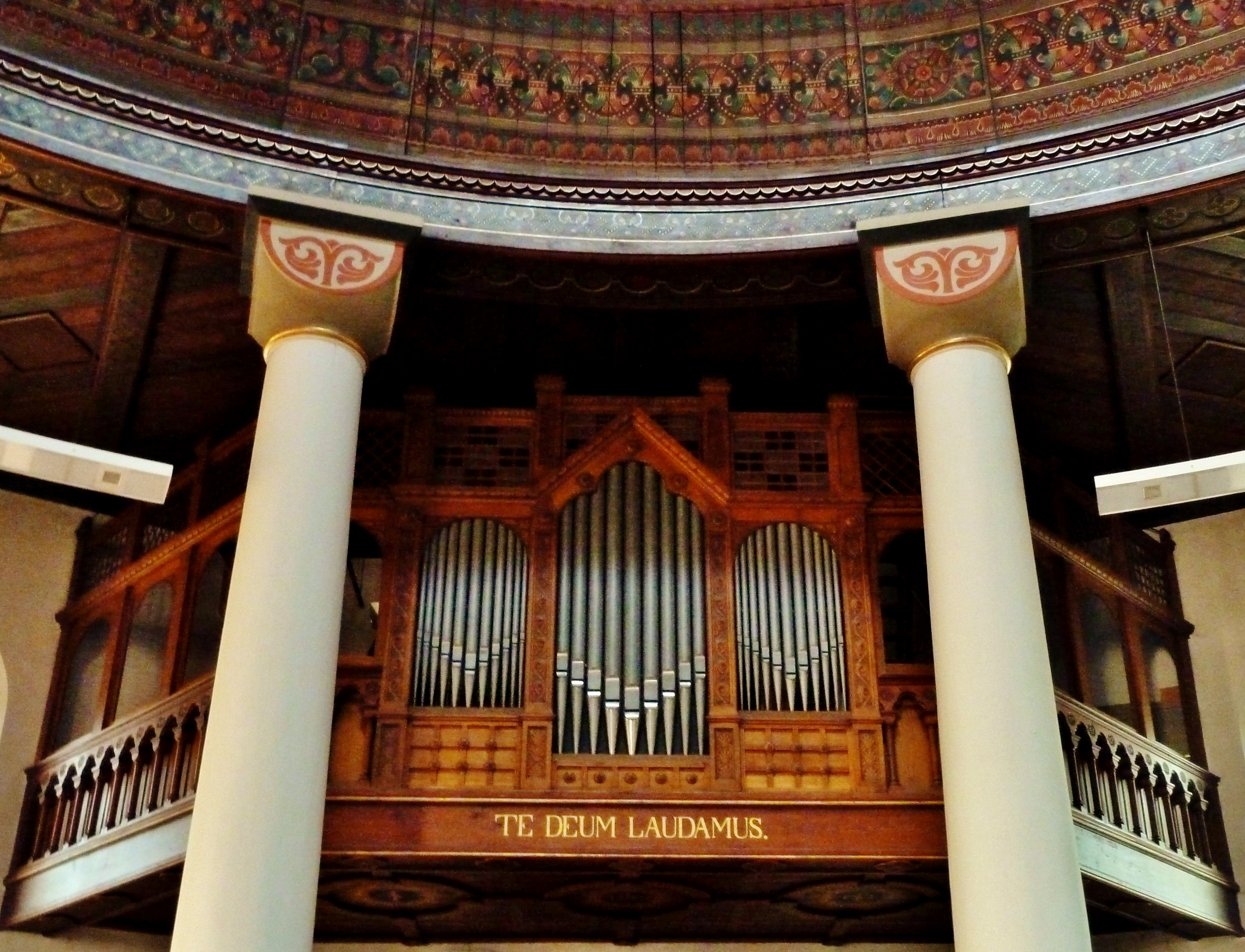
Breil-Orgel, Prospekt Haupt

- Nebenregister: Tremulant 1. Manual und 2. Manual
- Koppeln: I/II, I/P, II/P
- 3 freie Kombinationen
- Stimmung: Höhe a1= 440 Hz bei 18 °C

### Geläut

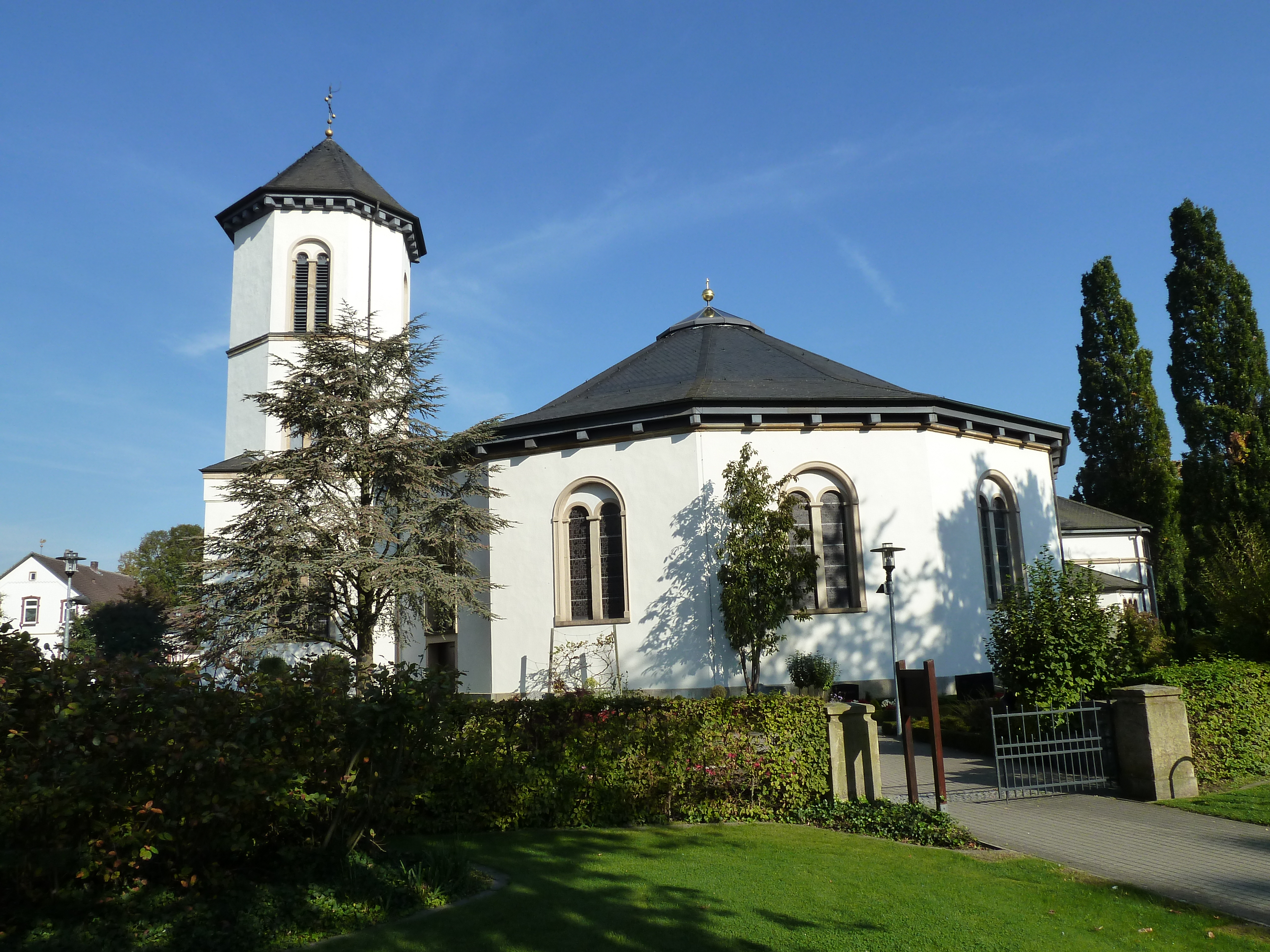
St.-Petrus-Kirche (Südseite)

Die älteste der drei Kirchenglocken, die Petrusglocke, stammt noch von der Vorgängerkirche aus dem Jahr 1564. Sie trägt die Inschrift: Fusa sum A.D. 1564 Hermano ab Amelunxen Domino in Gesmel Existente praefecto in Grönenberg Johann Alves me fecit. „Ich bin gegossen worden im Jahre des Herrn 1564 als Hermann von Amelunxen Herr in Gesmold war und Erbdrost von Grönenberg. Johann Alves hat mich gemacht“.
Zwei weitere Glocken wurden im Ersten Weltkrieg eingeschmolzen und 1927 durch die Glockengießerei Heinrich Humpert in Brilon erneuert. Beide fielen wiederum dem Zweiten Weltkrieg zum Opfer. Sie konnten durch einen Neuguss bereits 1949 durch die Briloner Firma Junker (vormals Humpert) ersetzt werden. Die Totenglocke trägt die Inschrift: „In schwerer Zeit bin ich gegossen. Der Zweite Weltkrieg ist zu Ende. Viel Blut und Tränen sind geflossen. O Gott, uns Fried' und Eintracht sende!“ Die Inschrift der Petrusglocke lautet: „St. Peter, du lagst einst gefangen, bis daß ein Engel dich vom Joch befreite, so half des Himmels Macht der Kirch’ auch heute, und Kette, Schloß und Riegel sprangen.“

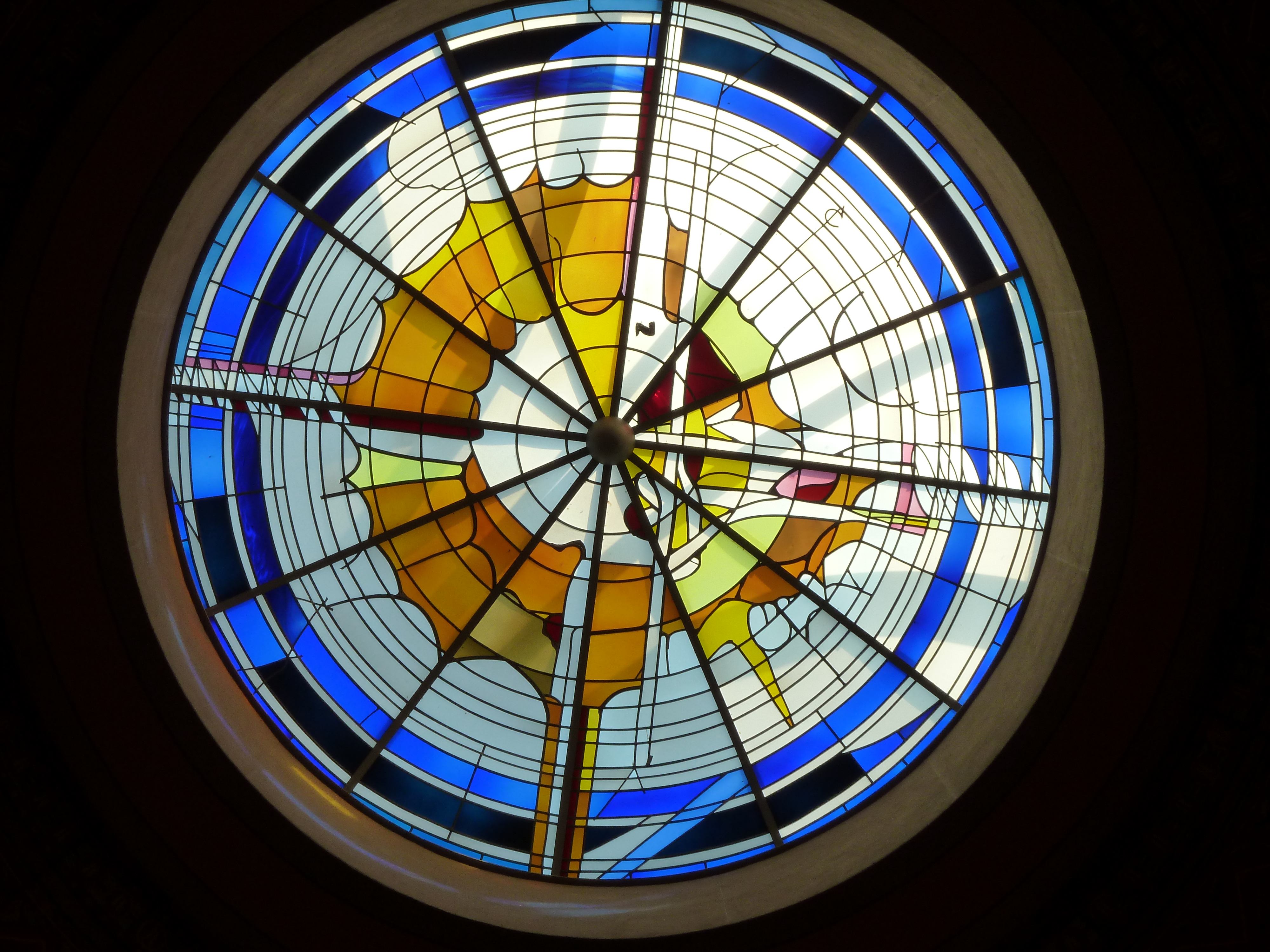
Kuppelfenster Ende des 20. Jh.

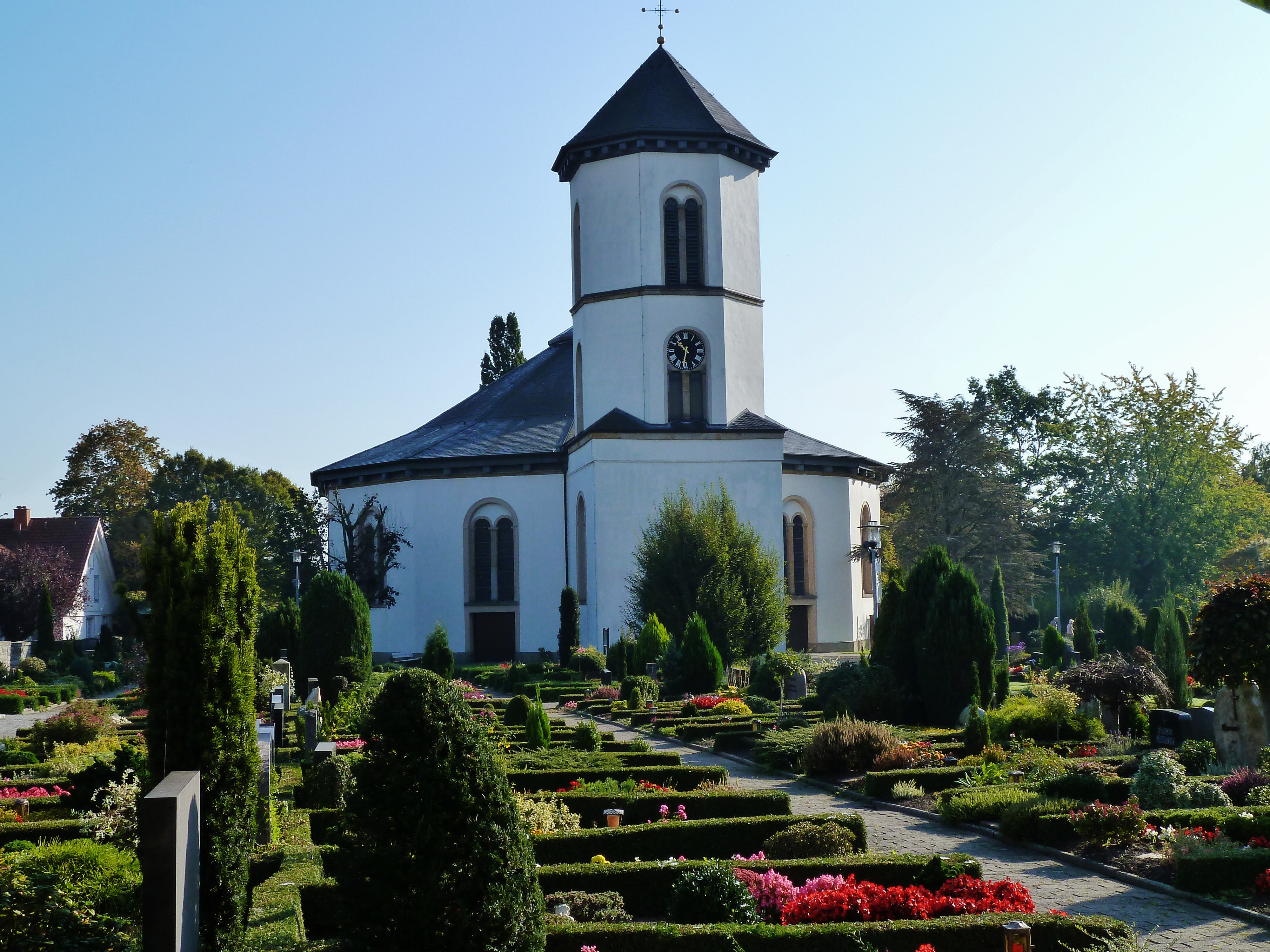
St.-Petrus-Kirche (Westseite)

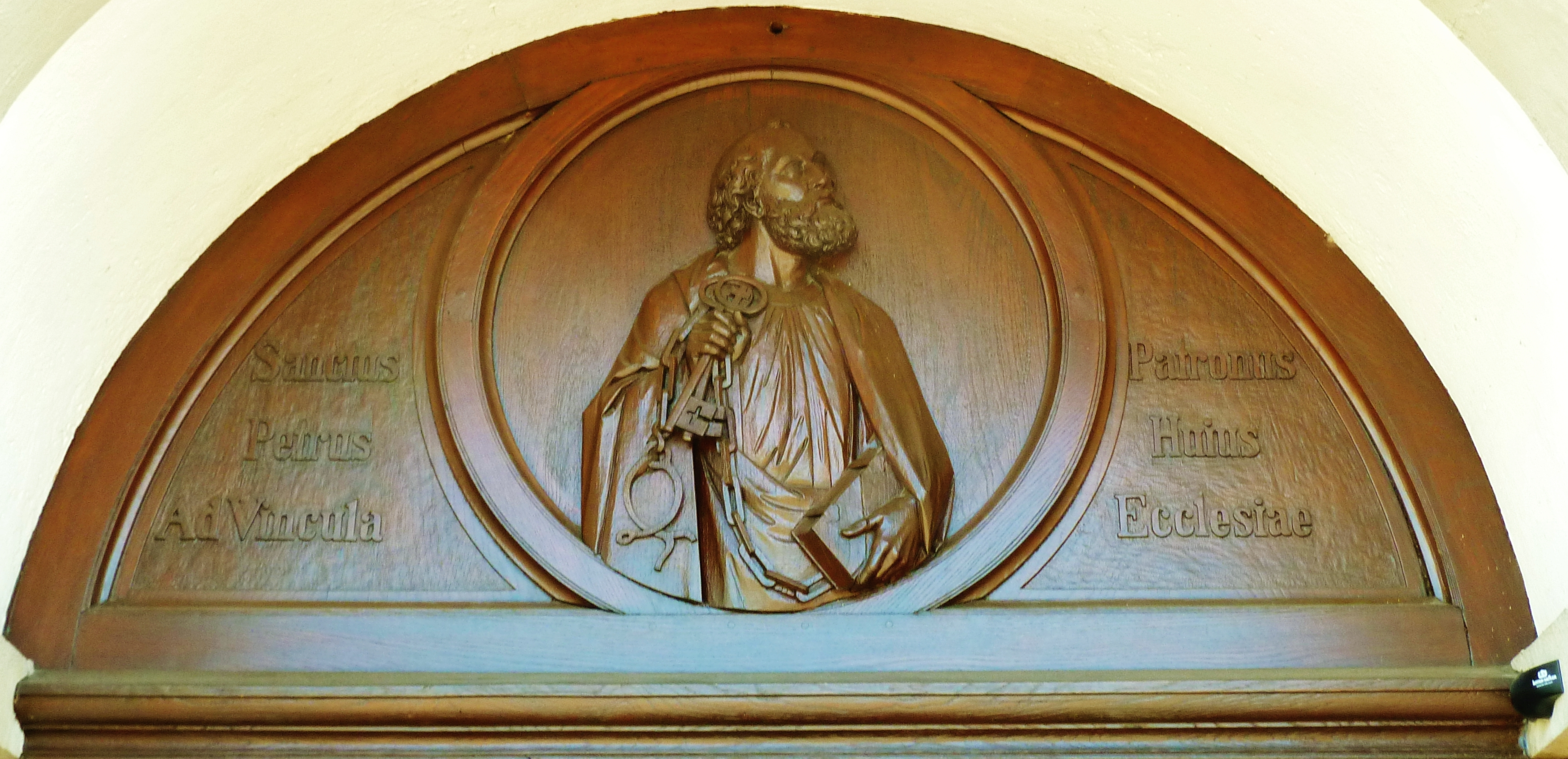
Inschrift über dem Hauptportal

| Nr. | Name         | Gussjahr | Durchmesser (mm) | Masse (kg) | Schlagton (HT-1/16) | Künstler       |
| 1   | Totenglocke  | 1949     |                  |            | c1                  | Humpert/Junker |
| 2   | Petrusglocke | 1949     |                  |            | es1                 | Humpert/Junker |
| 3   | Marienglocke | 1564     |                  |            | f1                  |                |

## Zahlensymbolik der Kirche
Die am häufigsten verwendete Zahl in der St.-Petrus-Kirche ist die Zwölf. Zwölf Ecken durchziehen ihre Außenwand. In ihnen befinden sich die zwölf Apostelfiguren, die „zwölf Säulen der Kirche“, auf denen sie gegründet wurde. In der Kuppel thronen zwölf Engel und drei mal zwölf Heilige. Ebenso verwirklicht ist die göttliche Zahl Drei, die die Dreifaltigkeit symbolisiert, und die Zahl Vier, die die Welt darstellt, „vier Jahreszeiten“ und „vier Himmelsrichtungen“. Gott (3) verbindet sich mit der Welt (4). Der Begegnungsraum ist die Kirche (3 × 4 = 12).

## Gesmolder Kirchensiegel
Die überwiegende Anzahl kirchlicher Siegel zeigt den jeweiligen Kirchenpatron. Das Gesmolder Siegel weicht von dieser Praxis ab. Es zeigt auf der Vorderseite eine einschiffige Kirche mit Kirchturm. Am oberen Rand ist eine Sonne zu erkennen, die ihre Strahlen über die Kirche ausgießt und ein Symbol für Christus, die Sonne des Heils, darstellt. Das abgebildete Kirchengebäude soll auf die erste Kirche zurückgehen, deren Turm mit dem Haupteingang östlich, deren Chor westlich ausgerichtet war. Diese Bauweise widerspricht dem allgemeinen Brauch der Ostung des Chorraumes. Die Umrandung des Siegels wird von einem Schriftband mit den Worten Sigillum Ecclesia in Gesmold (Siegel der Kirche in Gesmold) gebildet.

## Priester in Gesmold

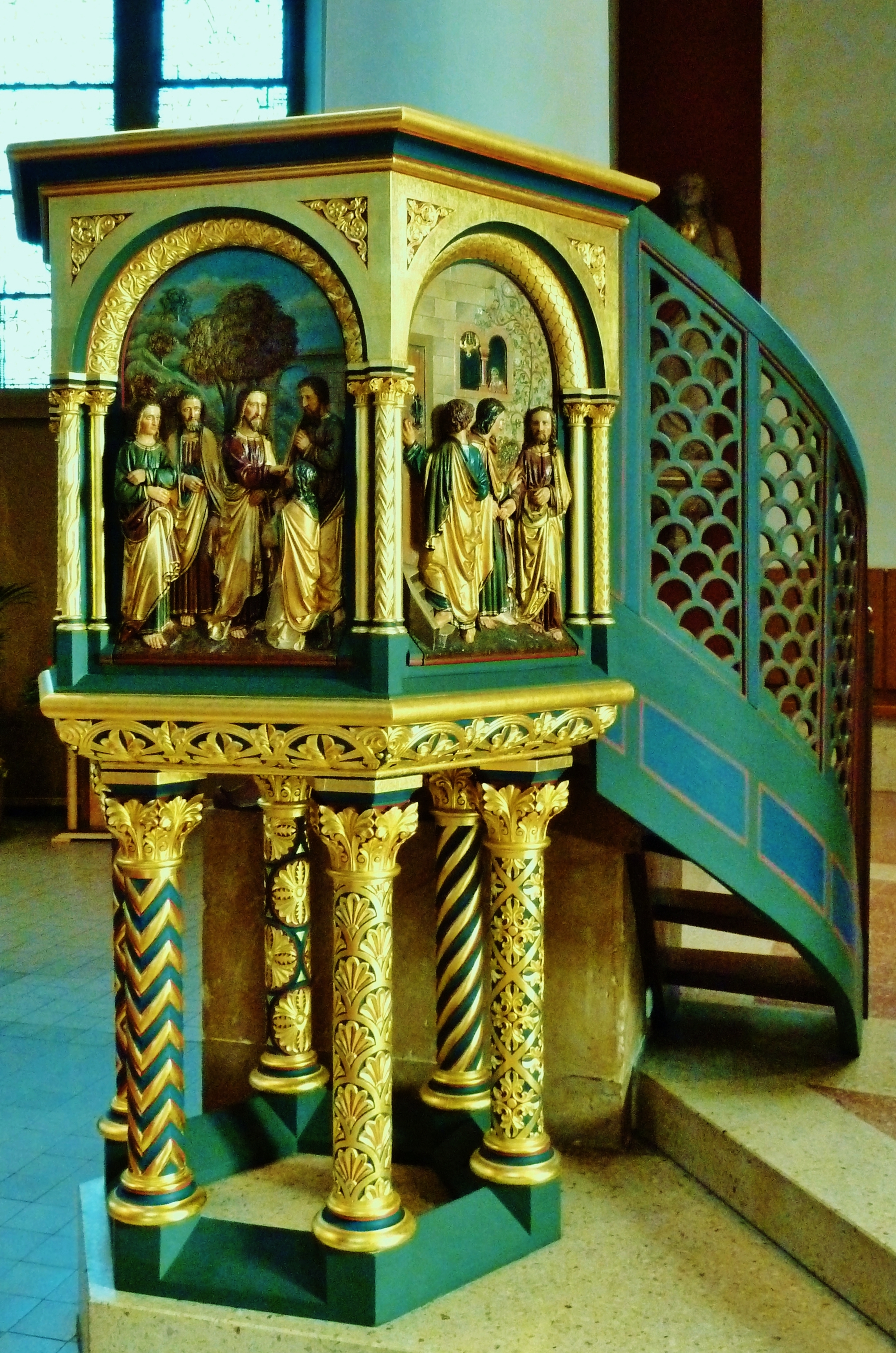
Kanzel von Conrad Seeling 1880

Die erste Erwähnung eines Pfarrers von Gesmold ist Ende des 14. Jahrhunderts überliefert. Im 15. Jahrhundert wurden im Grönegau Vikare zur Unterstützung des Pfarrers in der Seelsorge eingesetzt. 1485 stifteten Hermann von dem Bussche und seine Gattin Anna die erste Vikarie. Die Stiftungsurkunde ist erhalten. Ab 1588 sind in den Pfarramtsakten die Vikare und Kapläne namentlich erfasst.
- Johann von Lippspringe, Pfarrer um 1393
- Conrad Busch, Pfarrer von 1593 bis 1631
- Martin Grauert, Pfarrer ab 1644
- Conrad Grotthaus, Pfarrer bis 1651
- Leopold Dunwaldt, Pfarrer von 1651 bis 1668
- Sebastian Klamer, Pfarrer von 1668 bis 1674
- Johannes Hecheling, Pfarrer von 1674 bis 1683
- Johannes Herningsdorff, Pfarrer von 1683 bis 1716
- Heinrich Ernst Rothe, Pfarrer von 1716 bis 1717
- Johannes Baltharsar Bolte, Pfarrer von 1717 bis 1721
- Johannes Josef Sixtus Glatzer, Pfarrer von 1721 bis 1765
- Johannes Hermann Meyer, Pfarrer von 1765 bis 1789
- Johannes Conrad Speckmann, Pfarrer von 1789 bis 1828
- Prof. Johannes Mathias Schürmann, Pfarrer von 1828 bis 1866, Erbauer der neuen St.-Petrus-Kirche
- Johann Heinrich Ferdinand Hüdephol († 1903 in Gesmold), Pfarrer von 1866 bis 1903
- Karl Klemann, Pfarrer von 1903 bis 1904
- Bernhard Olthaus (* 1862; † 1952), von 1904 bis 1949 Pfarrer, Geistlicher Rat, Päpstlicher Geheimkämmerer und Dechant
- Theodor Steinbild († 1951 in Gesmold), Pfarrer von 1950 bis 1951
- Heinrich Walke († 1959 in Gesmold), Pfarrer von 1951 bis 1959
- Wilhelm Stangier († 1978), Pfarrer von 1959 bis 1964
- Matthias Herkenhoff († 1982), Pfarrer von 1964 bis 1981
- Andreas Loheide (* 1939), Pfarrer von 1982 bis 2010, leitete die grundlegende Restaurierung der Kirche und den Umbau des ehemaligen Pfarrhauses zum Pfarrzentrum
- Jörg Ellinger, Pfarrer von 2010 bis 2018

## Sage um die Gesmolder Kirche

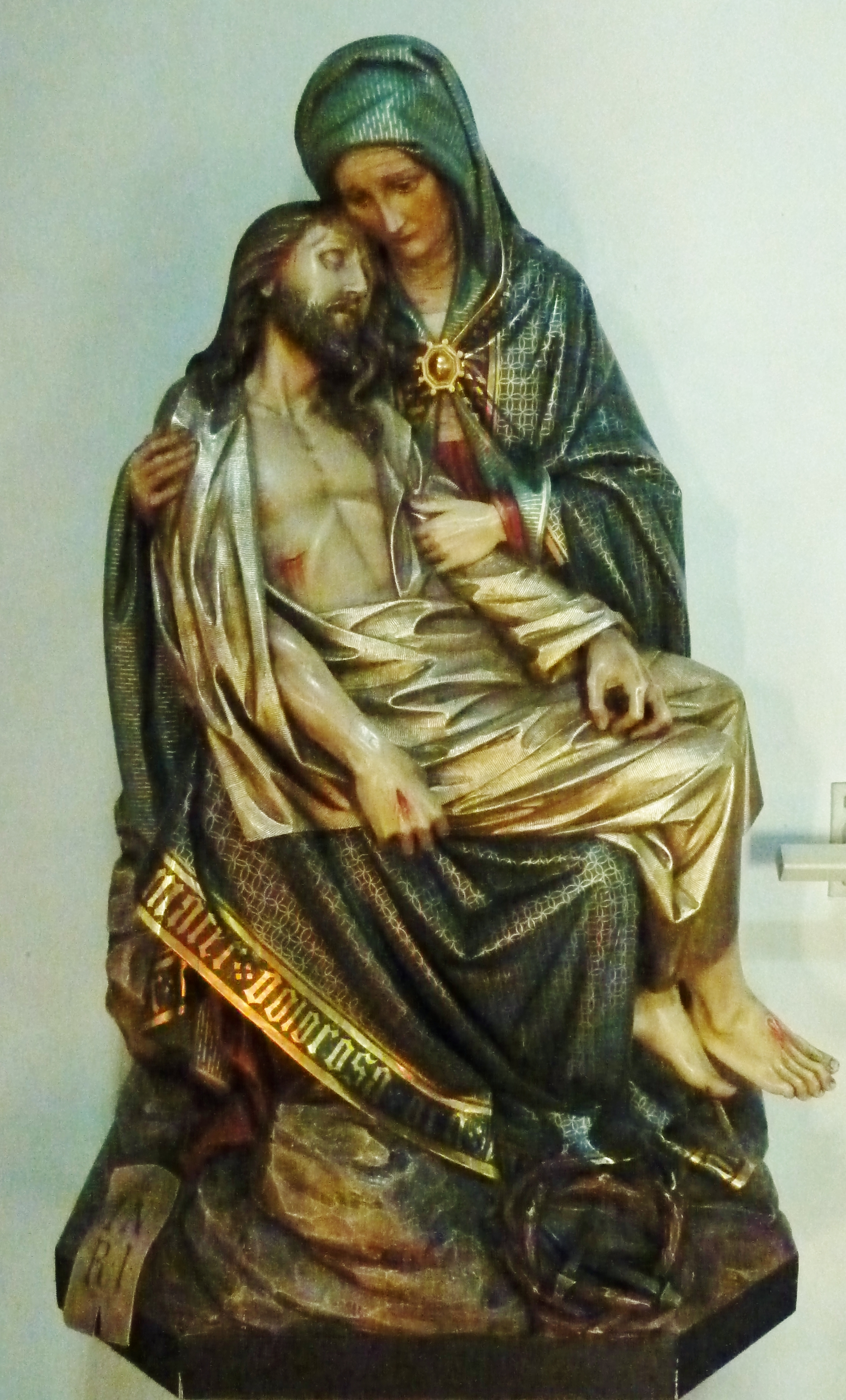
Pieta

Niederdeutsche Überlieferung aus dem Spätmittelalter: Up Sloss Gesmem wuohnde vo lange Tied ’n Här, de dogte midden un an beide Ennen nich. Gooe Wäörde gaff he keinen Minsken; de em in ’ne Möte kamm, kreig watt met de Rüenpietske. He keik sao swatt aos’n Gewitterschuer achter’n Biärge und lachen häff en keiner sehn.

Eenmol was in Gesmem grauden Brand. De Wiend dräggdede sick un dreif de Funken üäwer aolle Hüeser rund um ’n Typlatz, un auk de aule Kiärke stön in grode Gefaohr. Der Füerflünke flues´den üäwert’t Dack, un lütke Flämmkes lickeden an ’n Taoren herümme. An Lösken dacht kien eener; se hadden aolle an iähre eegene Plauge genog.

Dao gruesde dat van Slosse hiär üäaer der Brügge. Mit siene ver swatten Hinkske kamm de Slosshär un jög üäwer de Müeren üm’n Kiärkhaof. He stond in’ Wagen; dat watte Haor wäggede em üm de Blessen; de glönigen Augen gleppeden. Un he ropde: „Laßt alles in drei Teufels Namen brennen! Bewacht nur den Tempel hier!“ Dao was dat Füer up Kiärke un Taoren daude, aos wenn man ’ne Lucht utpueßet. De Lüde wüßden nu aower, wao ’t de Slosshär met to dohn harre, un se löpen em u’n Wäg.
Übersetzung: Auf dem Schloss Gesmold wohnte vor langer Zeit ein Herr, der taugte nicht viel. Gute Worte sagte er keinem Menschen; wer ihm in den Weg kam, kriegte was mit der Hundepeitsche. Sein Blick war so schwarz wie ein Gewitterschauer hinter einem Berg und lachen hat ihn niemand gesehen.

Einmal war in Gesmold ein großer Brand. Der Wind drehte sich und trieb die Funken über alle Häuser rund um den Thingplatz, und auch die alte Kirche war in großer Gefahr. Die Feuerfunken flogen übers Dach und kleine Flammen leckten schon an den Toren. Ans Löschen dachte keiner, sie hatten alle schon an ihrer eigenen Plage genug.

Da donnerte es vom Schlosse her über die Brücke. Mit seinen vier schwarzen Hengsten kam der Schlossherr und jagde über die Mauern um den Kirchhof. Er stand im Wagen, das schwarze Haar wehte ihm um die Stirn und seine Augen funkelten. Und er rief: „Lasst alles in drei Teufels Namen brennen! Bewacht nur den Tempel hier!“ Da war das Feuer auf Kirche und Toren erloschen, als wenn man ein Licht ausgepustet hätte. Die Leute wussten nun aber, womit der Schlossherr es zu tun hatte und sie gingen ihm aus dem Weg.

## Söhne und Töchter der Pfarrei

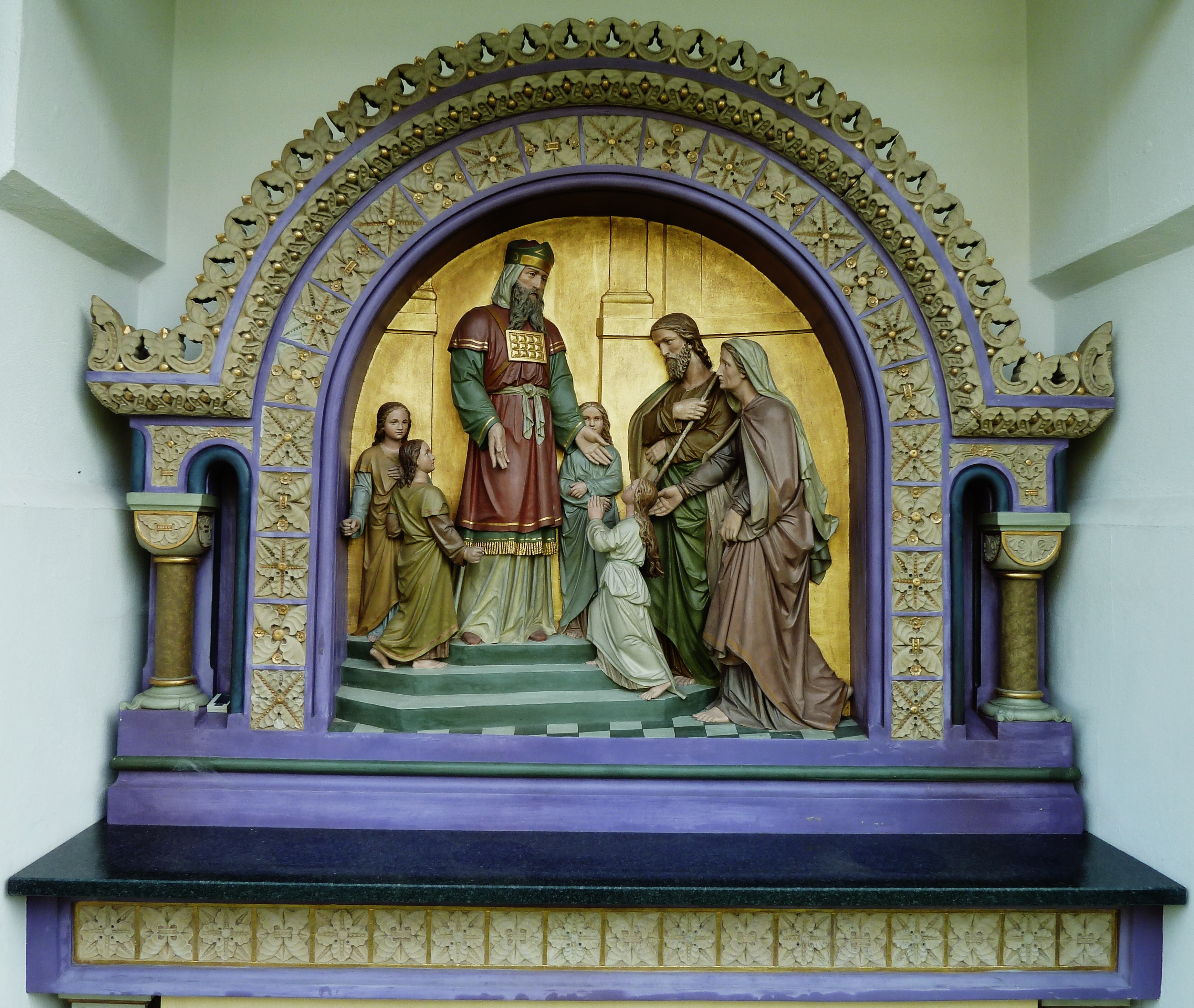
Mutter-Anna-Altar

- Johann Matthias Seling (* 1792; † 1860), Lehrer am Gymnasium Carolinum (Osnabrück) und Priester an St. Johann (Osnabrück), Prediger der Mäßigkeit
- Ludwig von Hammerstein (* 1832; † 1905), Jesuitenpater und geistlicher Schriftsteller
- Franz Wesseler (* 1874; † 1945), Pfarrer in Vrees
- Aoys Ostendarp (* 1903; † 1971), Stadtdechant in Hamburg
- Heinrich Stühlmeyer (* 1907; † 1978), von 1930 bis 1978 Mitarbeiter der St.-Petrus-Kirche und Stiller Held des Widerstands[8]
- Franz Diekmann (* 1912; † 1987), Pfarrer in Nordhorn
- Josef Niederwestberg (* 1913; † 1986), Prälat und Generalvikar in Schwerin
- Günter Kellersmann (* 1928; † 2011), Dechant in Freren
- Franz Stühlmeyer (* 1936; † 2024), Kirchenmusiker an der St.-Matthäus-Kirche in Melle[9]
- Gertrud Placke (* 1937), Ordensschwester in Trier
- Maria Placke (*; † ) Ordensschwester der Thuiner Franziskanerinnen